# John Lubbock, 3. Baron Avebury
John Lubbock, 3. Baron Avebury (* 13. Mai 1915; † 21. Juni 1971) war ein britischer Peer und Politiker.

## Leben und Karriere
Lubbock wurde am 13. Mai 1915 als Sohn von Harold Lubbock und Dorothy Forster geboren. Er besuchte das Eton College und studierte dann am Balliol College an der University of Oxford.
Am 26. März 1929 erbte er den Titel seines Onkels. Lubbock starb am 21. Juni 1971 im Alter von 56 Jahren ohne männlichen Nachkommen. Ihm folgte als Baron Avebury sein Cousin Eric Lubbock nach.

## Familie
Lubbock war dreimal verheiratet. Vom 24. Februar 1938 bis zur Scheidung 1943 war er in erster Ehe mit Cecily Sparrow, der Tochter von Dr. Nathaniel Sparrow verheiratet. Am 31. Juli 1946 heiratete er Diana Westcott. Sie ließen sich 1955 scheiden. Aus der Ehe ging eine Tochter hervor, Emma Rachel Lubbock (* 1952), die 1977 Michael Page heiratete und zwei Töchter hat. Lubbock heiratete Betty Ingham am 22. Dezember 1955.
Seine Schwester Moyra war mit dem Showmaster Dorian Williams verheiratet.
Lubbocks Großvater war der bedeutende Anthropologe John Lubbock, 1. Baron Avebury.